# TD Station
Die TD Station (bis 2019: Harbour Station) ist eine Mehrzweckhalle in der kanadischen Stadt Saint John, Provinz New Brunswick.

## Geschichte
Die Harbour Station wurde 1993 eröffnet und bietet bei Eishockeyspielen 6200 Zuschauern Platz. Das Eishockeyteam der Saint John Sea Dogs, eine Mannschaft aus der QMJHL trägt dort ihre Heimspiele aus. Die Basketballmannschaft der Saint John Riptide (NBL Canada) nutzte die Halle von 2011 bis 2019. Die Halle wurde im Oktober 1993 mit einem Konzert von Aerosmith eröffnet, bei dem über 7000 Zuschauer anwesend waren.
Im August 2019 wurde die Arena in TD Station umbenannt, als die Toronto-Dominion Bank die Sponsoringrechte erwarb.

## Nutzung
Die TD Station ist seit 2005 die Spielstätte der Saint John Sea Dogs aus der QMJHL. Von 1993 bis 2003 spielten dort ebenfalls regelmäßig die Saint John Flames aus der American Hockey League (AHL). Am 16. Januar 1997 fand in der Arena das AHL All-Star Game zwischen den World All-Stars und den Canadian All-Stars statt. 2022 waren die Saint John Sea Dogs Gastgeber des Memorial Cup und gewannen das Endspiel mit 6:3 gegen die Hamilton Bulldogs.
Zudem wird die Halle für weitere Veranstaltungen wie Konzerte, Shows und Sportveranstaltungen genutzt. Es traten bereits Künstler und Bands wie Elton John, Brad Paisley, Nickelback, und Aerosmith auf.